# Midazolam
El midazolam és un fàrmac de la classe benzodiazepina usat per l'anestèsia, sedació procedural, insomni i agitació psicomotora. Funciona induint la dormició, disminuint l'ansietat i creant una amnèsia anterograu (pèrdua de la capacitat de crear noves memòries). També és útil contra l'atac epilèptic. El midazolam es pot administrar per via oral, intravenosa, per injecció intramuscular i a la galta. Administrat per via intravenosa, sol fer efecte en cinc minuts; quan s'injecta dins del múscul, triga quinze minuts. Els efectes duren entre una i sis hores.
El BOE va publicar el 13 de juny de 2020 el llistat de medicaments que el Ministeri de Sanitat considera «essencials» per a combatre el coronavirus, entre els quals hi ha el midazolam.